# Paradise PD
Paradise PD – amerykański serial animowany dla dorosłych stworzony przez Roger Blacka i Waco O’Guina, a wyprodukowany przez Damn! Show Productions, Black Heart Productions i Fox 21. Spin-off Brickleberry. Polska premiera animacji odbyła się 31 sierpnia 2018 w serwisie internetowym Netflix.

## Opis
Animowany serial opowiada o złych glinach w małym miasteczku Paradise. Nie skorumpowanych, ale źle przeszkolonych. Po co Ci kryminaliści, jak masz takich policjantów?
W pierwszym sezonie bohaterowie próbują rozwikłać zagadkę handlu metą tartanową.
W drugim sezonie mierzą się z potężnym bossem narkotykowym, który niegdyś był ich sprzymierzeńcem.
W trzecim sezonie zmagają się z trudami życia w mieście po wybuchu nuklearnym.
W ostatnim sezonie prowadzą dochodzenie związane z podejrzaną korporacją, która ulokowała w Paradise swoją siedzibę.

## Wersja oryginalna

### Główni bohaterowie
- Randall Crawford (Tom Kenny), szef policji Paradise PD oraz ojciec Kevina. W przeszłości świetny i dumny gliniarz, co zmieniło się po incydencie, w którym jego 5-letni syn odstrzelił mu oba jądra. Spowodowało to, że był niesamowicie zgorzkniały przez następne trzynaście lat, co ostatecznie doprowadziło Randalla do rozwodu z żoną. Musi często nakładać plastry testosteronu, aby utrzymać męskość pod kontrolą. Jest bratem ciotecznym strażnika leśnego Woody'ego Johnsona z Brickleberry.
- Kevin Jąderból Crawford (David Herman), ciapowaty, 18-letni nowo przyjęty policjant oraz syn Randalla i Karen. Zakochany w Ginie.
- Pocisk (Kyle Kinane), pies policyjny uzależniony od narkotyków i ze skłonnościami do orgii seksualnych.
- Dusty Marlow (Dana Snyder), otyły policjant, który jest dziecinny i molestowany przez Ginę Jabowski. Jest pogodnym i uśmiechniętym właścicielem kilku kotów w swoim domu.
- Gina Jabowski (Sarah Chalke), atrakcyjna i psychopatyczna policjantka o skłonnościach do agresji oraz z fetyszem do otyłych, która sieje terror pośród kryminalistów. Obiekt uczuć Kevina.
- Gerald „Fitz” Fitzgerald (Cedric Yarbrough), afro-amerykański funkcjonariusz policji z zespołem stresu pourazowego.
- Stanley Hopson (Dana Snyder), 80-letni, biseksualny funkcjonariusz policji, który często zostaje wysyłany do wykonania zwykłych zadań przez szefa Crawforda. Mimo swojego wieku jest on dewiantem seksualnym i często opowiada sprośne i obrzydliwe historie o swoich wcześniejszych seksualnych staraniach z innymi mężczyznami.
- Karen Crawford (Grey DeLisle), burmistrz miasteczka Paradise i była oraz aktualna żona Randalla, która zatrudniła swojego syna Kevina w policji.

### Poboczni
- Robbie (Waco O’Guin), jeden z dilerów metamfetaminy i wygląda jak Bobby Śledziopos z Brickleberry.
- Delbert (Roger Black), najlepszy przyjaciel Robbiego, oraz jego wspólnik przy handlowaniu metamfetaminą. Ma zeza rozbieżnego i wygląda jak BoDean z „Brickleberry”.
- szeryf Dean Hancock (John DiMaggio), szeryf sąsiedniego Diamond City oraz zaprzysięgły wróg Randalla i jego ojczym, przez małżeństwo z jego matką.

## Spis odcinków

### Sezon pierwszy
| 1 | 1  | Welcome to Paradise   | Witamy w Paradise        | 31 sierpnia 2018 | 31 sierpnia 2018 |
| W miasteczku zaczyna rozprzestrzeniać się nowy narkotyk, metamfetamina tartanowa, przez którą Pocisk zabił wszystkich swoich psich przyjaciół, gdyż zawierała czekoladę. Kevin, wbrew woli ojca, postanowił rozwikłać tę zagadkę. Karen zaręczyła się z miejscowym dentystą, którym to okazał się być wytwórca mety, Terry „dwa paluchy”. Zamierzał zabić Karen, więc policjanci użyli Dusty'ego by dostać się do środka gabinetu stomatologicznego. Kevin skonstruował odpowiedni, ostry bumerang, który odciął dłoń Terry'emu przed wysadzeniem wszystkich w powietrze środkami wybuchowymi. Terry został jednak zamordowany w celi więziennej przez jednego z policjantów. Tymczasem, Gerlad otrzymał bezdomnego za kompana policyjnego a ten nauczył go życia na ulicy. |    |                       |                          |                  |                  |
| 2 | 2  | Ass on the Line       | Dupa na granicy          | 31 sierpnia 2018 | 31 sierpnia 2018 |
| Kevin zauważył, że ktoś usunął nagranie z monitoringu i „samobójstwo” Terry'ego było sfingowane. Nadal drążył temat mety tartanowej, więc użył Pociska by wkraść się na walki psów i odkryć kto stoi za produkcją narkotyku. Pocisk stał się sławny w walkach, tylko dlatego, że psom podawano środki uspokajające. Randall popadł w obsesję nad wyjaśnieniem morderstwa, mając tylko dolną połowę ciała do dyspozycji. Górną połowę mógł zbadać jego zaprzysiężony wróg i ojczym z sąsiedniego okręgu Diamond City, Dean Hancock. |    |                       |                          |                  |                  |
| 3 | 3  | Black & Blue          | Czarni kontra Niebiescy  | 31 sierpnia 2018 | 31 sierpnia 2018 |
| Gina dostała szału gdy Gerald grał na uspakajającym go flecie, zamiast pomóc jej aresztować handlarzy bronią z pistoletem w ręku. Nie dowierzała w jego zespół stresu pourazowego, przez co postrzelił się przez przypadek gdy w końcu otrzymał broń do ręki. Z tego powodu wybuchał afera w mieście, gdyż stacje telewizyjne CNN i Fox podały, że postrzelono czarnego mężczyznę. Stanley otrzymał zlecenie przeniknięcia do zakładu dla osób w podeszłym wieku, gdzie on i Pocisk odkryli, że lekarze hodują na staruszkach owoce morza. |    |                       |                          |                  |                  |
| 4 | 4  | Karla                 | Karla                    | 31 sierpnia 2018 | 31 sierpnia 2018 |
| Karen zdecydowała się ubiegać o drugą kadencję i pod wpływem swego doradcy, kupiła dla syna ultranowoczesne auto policyjne. Obdarzony inteligencją pojazd, stał się chorobliwie zazdrosny pod względem seksualnym o Kevina. Dusty, podczas kierowania ruchem, przez przypadek uwolnił kurczaki. Usmażył je w kokainie, uzależniając do tego Randalla, sądząc samemu, że to mąka a Pocisk zaczął na tym nakręcać jego biznes narkotykowy. Tymczasem, Gina i Gerald pracowali nad sprawą „wielkiego kucharza”, który rozpowszechniał w mieście narkotyki, lecz tajemniczo rozpłynął się w powietrzu. |    |                       |                          |                  |                  |
| 5 | 5  | Dungeons & Dragnet    | Nerdy i gliny            | 31 sierpnia 2018 | 31 sierpnia 2018 |
| Lokalny pastor ogłosił, że gra „Dungeons & Dragons” jest dziełem szatana. Randall odkrył, że jego syn jest jednym z głównych rozgrywających tego przestępczego półświatka a Kevin dowiedział się, że jego ojciec sam był kiedyś mistrzem tej gdy, od którego nieświadomie uczył się sztuki wyrzucania najwyższej liczby oczek na kostce. Kevinowi udało się pokonać samego Szatana w rozgrywce. W międzyczasie, Pocisk dostrzegł religijną, młodą, piękną i biuściastą córkę pastora, której zapragnął. Został jednak oszukany przez aktora w przebraniu Jezusa, którego sam najął do uwiedzenia jej. |    |                       |                          |                  |                  |
| 6 | 6  | Meet the Jabowskis    | Poznajcie Jabowskich     | 31 sierpnia 2018 | 31 sierpnia 2018 |
| Gina dostaje po raz kolejny ataku szału. W końcu do wszystkich dochodzi, że to ona trzymała przestępczość w mieście pod butem. Gdy wyjechała by znaleźć osobę, która umieściła jej kulę w korze mózgowej, Randall wpadł w panikę. Gina odnalazła swą rodzinę i podczas wspólnego napadu na bank, odkryła prawdę o swym ojcu i Randallu. Tymczasem, Pocisk i Gerald biorą urlop na żądanie. Obok martwego ciała, w rozbitej Tesli znajdują 100 000 dolarów o które wybucha wojna między nimi, a które ostatecznie kończą w dłoniach ojca Giny. Kevin próbował utrzymywać przestępczość pod kontrolą, posługując się prostytutką a potem jej trupem w peruce Giny. Dusty natomiast doprowadził do przejęcia komisariatu przez narkomanów. |    |                       |                          |                  |                  |
| 7 | 7  | Police Academy        | Akademia policyjna       | 31 sierpnia 2018 | 31 sierpnia 2018 |
| Włamywacz na komisariacie − któryś z pracowników − zniszczył kartotekę i zabrał dowody na metę tartanową. Kevin zaangażował się w rozwiązanie sprawy, ale musiał stać się policjantem. Dlatego zapisano go do akademii wojskowej, wraz z ojcem, u którego wykryto jeden niezdany egzamin. Musiał go zaliczyć u swego wroga, Hancocka, który zaprzyjaźnił się z Kevinem. Pocisk otrzymał komisariat w zarząd i zamienił go w klub ze striptizem. W międzyczasie, Stanleyowi wmówiono, że umarł a Dusty − niewtajemniczony w żart kolegów − postanowił mu pomóc by przeszedł na drugi świat. |    |                       |                          |                  |                  |
| 8 | 8  | Task Force            | Grupa od mety Tartanowej | 31 sierpnia 2018 | 31 sierpnia 2018 |
| Kevin z grupą do walki z metą (osoba na wózku jak Stephen Hawking, stand-up'owiec, bliźniaki syjamskie) aresztuje kilku dilerów mety, co powoduje furię szefa i atak jego osób na Delberta. Robbie, jego przyjaciel, w sekrecie przekazuje Kevinowi komórkę szefa i Gerald podsuwa mu myśl, że szef rozprowadzi narkotyki po stanie używając trupy cyrkowej, która przyjechała do Paradise. Zatrudniają się tam, przez co grupa Kevina umiera, Gerald dostaje ataku w wyniku kontaktu z clownami a Kevin rezygnuje z zadania. W tm samym czasie, Dusty wystawia swoją „niepokalankę” − nieużywaną koszulkę z Wirginii − na sprzedaż w mrocznej części Internetu, co Pocisk rozumie jako jego cnotę. Mają na nią ochotę Gina i Joe Biden. Jednocześnie, Randall zostawia Stanleya w lesie, gdyż ma przyjechać do nich krajowy magazyn by zrobić o nich artykuł, co kończy się zdjęciem duszenia szyi staruszka na pierwszej stronie. |    |                       |                          |                  |                  |
| 9 | 9  | Parent Trap           | Rodzinna gra             | 31 sierpnia 2018 | 31 sierpnia 2018 |
| Zrezygnowany Kevin ustanawia sobie nowy cel, podczas próbo obudzenia Geralda: zjednoczyć rodziców. W końcu mu się udaje, ale Ci wpadają w ruję i wyrzucają syna z domu. Zaprosili nawet bezdomnego policjanta do siebie na Święto Dziękczynienia. Kevin odkrył przez przypadek podziemne miasto delfino−rękich ludzi, gdzie ma zamiar być dawcą nasienia dla ich matki − delfina. Pokonuje ich i w swym nowym domu pod mostem odkrył kasetę z monitoringu na którym widać, że morderca Terry'ego to policjant. W tym samym czasie Dusty zrobił sobie badania DNA które pokazały, że jest w 1/64 Indianinem. Przejął się ich sprawą i zaczął zwalczać Święto Dziękczynienia. Dopiero Gina uświadomiło mu, że to co indiański kucharz dodawał do jego ulubionej kanapki zaburzyło jego wynik. Stanley i Pocisk upolowali mężczyznę w przebraniu indyka i podali go n świąteczny obiad. |    |                       |                          |                  |                  |
| 10 | 10 | Christmas in Paradise | Święta w Paradise        | 31 sierpnia 2018 | 31 sierpnia 2018 |
| Dusty postanawia rozpalić w mieście świąteczną atmosferę by wreszcie po tylu latach otrzymać elektryczna ciuchcię. Gina, w zamian za pocałowanie w „wargi pod jemiołą” pomaga mu i ofiaruje też prezent Pociskowi, który świąt nienawidził. Kevin kończy swoje śledztwo stwierdzeniem, że jego ojciec musi być „szefem”. Zostaje zamknięty przez ojca za przeszukanie jego biurka. Zanim zdołał się wydostać z pomocą Bezdomnego Gliny, poprosił Dusty'ego o spotkanie z „szefem”. Randall wyjawił Kevinowi, że zamierzał się oświadczyć byłej żonie i w dniu śmierci Terry'ego występował w klubie ze striptizem. Karen przyjęła oświadczyny, a Dusty zmierzył się ze... Świętym Mikołajem i dystrybutorem mety tartanowej. Zabił po tym jak ten chciał jego udusić kolejką. Zwłoki Mikołaja zniknęły, przez co Dusty został posądzony o bycie „szefem”. Trafił do żeńskiego więzienia, do celi z matką Terry'ego. Tymczasem „szef” ucieszył się z takiego obrotu spraw i zdecydował się zlikwidować Kevina. W międzyczasie, Stanley podjął kampanie promocyjną odnośnie do jego przenośnej zabawki erotycznej do gloryhole, za co został skazany przez sąd. |    |                       |                          |                  |                  |

### Sezon drugi
| 11 | 11 | Paradise Found                           | Raj odzyskany                     | 6 marca 2020 | 6 marca 2020 |
| Podczas gdy Paradise staje się oazą dla turystów, Gina planuje odbicie Dusty’ego z więzienia, Kevin cieszy się statusem lokalnego bohatera, a Karen planuje egzekucję.     |    |                                          |                                   |              |              |
| 12 | 12 | Big Ball Energy                          | Energia z wielkich jaj            | 6 marca 2020 | 6 marca 2020 |
| W święto „Kevin Ssie Pałę” Szef przyskrzynia nowego dostawcę mety i odkrywa skrywany fetysz Karen, a Kevin chce zapobiec spełnieniu żenującej przepowiedni.                |    |                                          |                                   |              |              |
| 13 | 13 | Tucker Carlson Is a Huge D**k            | Tucker Carlson to wielki f**t     | 6 marca 2020 | 6 marca 2020 |
| Gadanie Tuckera Carlsona wywołuje wojnę płci, która doprowadza do podziału służb mundurowych w Paradise. Nowy diabelski plan Szefa zostaje pokrzyżowany przez Laskaidę.    |    |                                          |                                   |              |              |
| 14 | 14 | Who Ate Wally's Waffles                  | Kto zjadł Wally'emu goferki       | 6 marca 2020 | 6 marca 2020 |
| Gdy Dusty odkrywa, że w Paradise mieszka dawny gwiazdor sitcomów, postanawia pomóc mu wrócić na szczyt. Ekipa dostaje obsesji na punkcie toaletowych zwyczajów Kevina.     |    |                                          |                                   |              |              |
| 15 | 15 | The Father, the Son and the Post-it Note | Ojciec, syn i karteczka           | 6 marca 2020 | 6 marca 2020 |
| Przestępczość w miasteczku bije wszelkie rekordy. Szef Crawford postanawia więc odbić sprawę Szefa Gangu z rąk Agenta Clappersa. Szef ma poważne problemy finansowe.       |    |                                          |                                   |              |              |
| 16 | 16 | Flip the Vote                            | Wyborczy szwindel                 | 6 marca 2020 | 6 marca 2020 |
| Gdy desperacko pragnąca wygrać kolejne wybory Karen legalizuje metę, Szef rozpoczyna własną kampanię. Szef ma dla Zgredka ważną misję, a Pocisk odwiedza piekło.           |    |                                          |                                   |              |              |
| 17 | 17 | Paradise PD Meets Brickleberry           | Policja z Paradise w Brickleberry | 6 marca 2020 | 6 marca 2020 |
| Uciekinierzy z Paradise udają się do Parku Narodowego Brickleberry, gdzie pomagają strażnikowi Woody’emu i jego ekipie w poszukiwaniach zaginionego niedźwiedzia Malloya.  |    |                                          |                                   |              |              |
| 18 | 18 | Operation DD                             | Operacja DD                       | 6 marca 2020 | 6 marca 2020 |
| Poznawszy szokującą prawdę o Szefie chigagowskiego gangu, policjanci ścigają się z czasem, aby powstrzymać prawdziwego wroga i ocalić Paradise przed katastrofą nuklearną. |    |                                          |                                   |              |              |

### Sezon trzeci
Dnia 8 kwietnia 2020 roku zapowiedziano powstanie trzeciego sezonu. 
Sezon trzeci dostępny na platformie Netflix.